# Sturtevant
Sturtevant statisztikai település az Amerikai Egyesült Államok Wisconsin államában, Racine megyében. Lakosainak száma 6919 fő (2020. április 1.).

## Népesség
A település népességének változása:

| 2010 | 6 970 |
| 2020 | 6 919 |